# Грац (Кентуккі)
Грац (англ. Gratz) — місто (англ. city) в США, в окрузі Оуен штату Кентуккі. Населення — 67 осіб (2020).

## Географія
Грац розташований за координатами 38°28′24″ пн. ш. 84°56′47″ зх. д. / 38.47333° пн. ш. 84.94639° зх. д. (38.473420, -84.946449).  За даними Бюро перепису населення США в 2010 році місто мало площу 0,91 км², з яких 0,90 км² — суходіл та 0,00 км² — водойми.

## Демографія
Згідно з переписом 2010 року, у місті мешкало 78 осіб у 28 домогосподарствах у складі 20 родин. Густота населення становила 86 осіб/км².  Було 40 помешкань (44/км²).
Расовий склад населення:
| - 100,0 % — білих |

До двох чи більше рас належало 0,0 %. Частка іспаномовних становила 9,0 % від усіх жителів.
За віковим діапазоном населення розподілялося таким чином: 35,9 % — особи молодші 18 років, 50,0 % — особи у віці 18—64 років, 14,1 % — особи у віці 65 років та старші. Медіана віку мешканця становила 28,3 року. На 100 осіб жіночої статі у місті припадало 100,0 чоловіків;  на 100 жінок у віці від 18 років та старших — 92,3 чоловіків також старших 18 років.
За межею бідності перебувало 9,4 % осіб, у тому числі 0,0 % дітей у віці до 18 років та 0,0 % осіб у віці 65 років та старших.
Цивільне працевлаштоване населення становило 31 осіб. Основні галузі зайнятості: виробництво — 29,0 %, будівництво — 29,0 %, освіта, охорона здоров'я та соціальна допомога — 25,8 %.